# Teodor II d'Alexandria
|  | Aquest article tracta sobre el patriarca de l'església ortodoxa grega. Si cerqueu el patriarca de l'església ortodoxa copta, vegeu «Tauadros II». |

Teodor II (grec: Θεόδωρος Β΄, Theodoros V), nascut Nikolaos Horeftakis (grec: Νικόλαος Χορευτάκης) (Profitis Ilias, Grècia, 25 de novembre de 1954) és el patriarca ortodox d'Alexandria i tota Àfrica. És el cap de l'Església Ortodoxa Oriental d'Àfrica i Madagascar.
Nasqué a l'illa grega de Creta en 1954, on va completar els seus estudis. Es graduà a l'escola eclesiàstica Rizarios a Atenes i es llicencià a la Facultat de Teologia de la Universitat Aristòtil de Tessalònica. També va estudiar història de l'art, literatura i filosofia a Odessa. De 1975 a 1985 va exercir com a ardiaca i canceller de la Santa Metròpolis de Lambis i Sfakion a Creta, on desenvolupà la predicació i activitats filantròpiques (albergs per a joves necessitats, etc.). De 1985 a 1990 va exercir d'exarca patriarcal a la URSS, amb seu a la ciutat ucraïnesa d'Odessa, durant el mandat dels patriarques Nicolau VI i Parteni III.
Teodor establí l'Institut de Cultura Hel·lènica i l'etèria Museu Philiki amb 600 nens, on se'ls ensenyava un profund coneixement del grec. En 1990 va ser ordenat bisbe de Cirene i va ser nomenat Representant del Patriarca Parteni a Atenes (1990-1997). Acompanyà al Patriarca Parteni en els seus viatges per Àfrica i en moltes conferències internacionals, interreligioses i teològiques.
En 1997 va ser nomenat vicari patriarcal d'Alexandria pel patriarca Pere VII perquè l'ajudés al començament de la seva patriarcat, i després de deu mesos va ser triat metropolità de Camerun. Va desenvolupar gran mesura l'activitat missionera. Va construir esglésies, escoles i hospitals, ajudant a molts africans i grecs locals. En 2002 va ser traslladat a la Santa Metròpolis de Zimbabwe, on va establir quatre centres missioners a Harare, un centre cultural hel·lènic per a 400 persones, dos grans centres de missioners a Malawi, amb un hospital, escoles tècniques i escoles infantils. Ajudat pel Parlament grec, va renovar la Plaça Hel·lènica (escola-església-rectoria) a Beira, Moçambic. Va fundar esglésies i va contribuir a la creació de les comunitats hel·lèniques de Botswana i Angola.
Arran de la mort del patriarca Pere VII i altres bisbes en un accident d'helicòpter al mar Egeu, Teodor fou elegit per unanimitat el 9 d'octubre de 2004 pel Sínode del Tron com a Patriarca d'Alexandria. La cerimònia d'entronització va tenir lloc a la Catedral de l'Anunciació, a Alexandria, el diumenge 24 d'octubre de 2004, en presència de destacats representants religiosos i civils i d'una gran quantitat de fidels.